# تراز بودجه حکومت
بودجه دولت یک صورت مالی است که درآمدها و هزینه‌های پیشنهادی دولت را برای یک سال مالی ارائه می‌کند. تراز بودجه دولت، که به عنوان تراز عمومی دولت، تراز بودجه عمومی، یا تراز مالی عمومی نیز نامیده می‌شود، تفاوت کلی بین درآمدها و هزینه‌های دولت است. تراز مثبت مازاد بودجه دولت و تراز منفی کسری بودجه دولت نامیده می‌شود. بودجه ای برای هر سطح از دولت (از ملی تا محلی) آماده می‌شود و تعهدات تامین اجتماعی عمومی را در نظر می‌گیرد.
تراز بودجه دولت را می‌توان به تراز اولیه و پرداخت‌های بهره روی بدهی‌های انباشته دولت تقسیم کرد. این دو با هم تراز بودجه را تشکیل می‌دهند. علاوه بر این، تراز بودجه را می‌توان به تراز ساختاری (همچنین به عنوان تراز چرخه ای تعدیل شده نیز شناخته می‌شود) و جزء چرخه ای تقسیم کرد: تراز بودجه ساختاری سعی می‌کند تأثیر تغییرات ادواری در تولید ناخالص داخلی واقعی را در نظر بگیرد تا وضعیت بودجه ای طولانی مدت تر را نشان دهد.
مازاد یا کسری بودجه دولت یک متغیر جریان است، زیرا مقداری در واحد زمان (معمولاً در سال) است؛ بنابراین از بدهی دولت، که یک متغیر موجودی است زیرا در یک مقطع زمانی خاص اندازه‌گیری می‌شود، متمایز است. جریان تجمعی کسری‌ها برابر با موجودی بدهی است.

## کسری اولیه، کسری کل و بدهی
معنای «کسری» با «بدهی» که انباشته‌ای از کسری‌های سالانه است، متفاوت است. کسری بودجه زمانی رخ می‌دهد که مخارج دولت از درآمدی که دولت دریافت می‌کند بیشتر باشد. کسری را می‌توان با یا بدون احتساب سود پرداختی بدهی به عنوان مخارج اندازه‌گیری کرد.
کسری اولیه به عنوان تفاوت بین هزینه‌های جاری دولت برای کالاها و خدمات و کل درآمد جاری از همه انواع مالیات‌ها منهای پرداخت‌های انتقالی تعریف می‌شود. کسری کل (که اغلب کسری مالی یا فقط «کسری» نامیده می‌شود) کسری اولیه به اضافه پرداخت سود بدهی است.
بنابراین، اگر {\displaystyle t} به یک سال دلخواه اشاره داشته باشد، {\displaystyle G_{t}} مخارج دولت و {\displaystyle T_{t}} پس درآمد مالیاتی برای سال مربوطه باشد
{\displaystyle {\text{Primary deficit}}=G_{t}-T_{t}.\,}
اگر {\displaystyle D_{t-1}} بدهی سال گذشته باشد (بدهی انباشته شده تا سال گذشته و با احتساب سال گذشته) و {\displaystyle r} نرخ بهره متصل به بدهی باشد، سپس کل کسری سال t این است:
{\displaystyle {\text{Total deficit}}_{t}=r\cdot D_{t-1}+G_{t}-T_{t}\,}
که در آن اولین جمله در سمت راست، پرداخت بهره به بدهی معوق است.
در نهایت، با استفاده از قید بودجه دولت، می‌توان بدهی امسال را از بدهی سال گذشته و کسری کل سال جاری محاسبه کرد:
{\displaystyle {D_{t}}=(1+r)D_{t-1}+G_{t}-T_{t}.\,}
یعنی بدهی پس از عملیات دولت امسال برابر با سال قبل به اضافه کسری کل امسال است، زیرا کسری فعلی باید از طریق استقراض از طریق انتشار اوراق قرضه جدید تأمین شود.

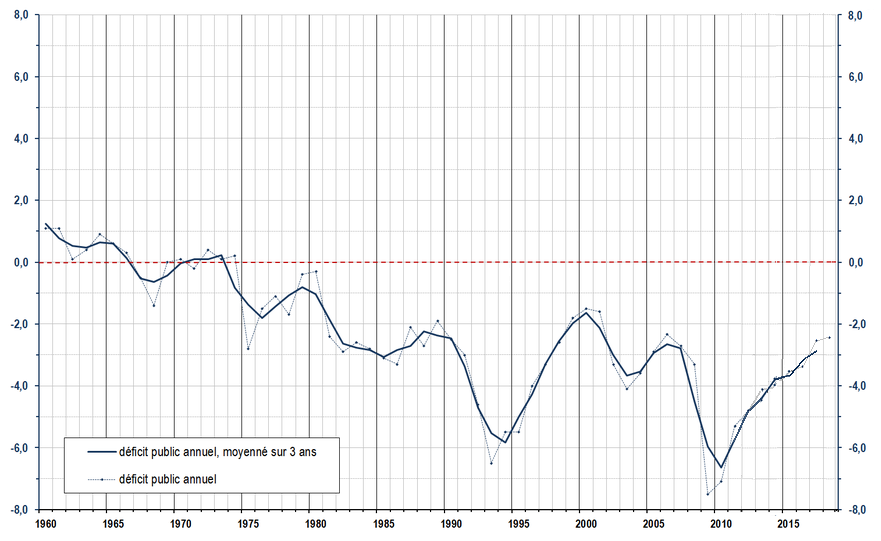
استقراض دولت فرانسه (کسری بودجه) به عنوان درصدی از GNP، ۱۹۶۰–۲۰۰۹.